# كاليباتريا (كاليفورنيا)
كاليباتريا (بالإنجليزية: Calipatria)‏ هي إحدى مدن مقاطعة إمبيريال، كاليفورنيا. تم إعطاءها لقب مدينة في 28 فبراير، 1919.

## التركيبة السكانية
حدّد مكتب تعداد الولايات المتحدة بيانات التركيبة السكانية لكاليباتريا في تعداد الولايات المتحدة. في ما يلي، التركيبة السكانية حسب تعدادي 2000 و2010.

### تعداد عام 2000
بلغ عدد سكان كاليباتريا 7,289 نسمة بحسب تعداد عام 2000، وبلغ عدد الأسر 899 أسرة وعدد العائلات 757 عائلة مقيمة في المدينة. في حين سجلت الكثافة السكانية 760.9 نسمة لكل كيلومتر مربع (1,970.7/ميل2). وبلغ عدد الوحدات السكنية 961 وحدة بمتوسط كثافة قدره 100.3 لكل كيلومتر مربع (259.8/ميل2).
وتوزع التركيب العرقي للمدينة بنسبة 32.39% من البيض و21.32% من الأمريكيين الأفارقة و0.73% من الأمريكيين الأصليين و0.63% من الأمريكيين ذوي الأصول الآسيوية و0.03% من سكان جزر المحيط الهادئ و42.65% من الأعراق الأخرى و2.25% من عرقين مختلطين أو أكثر و57.35% من الهسبانيون أو اللاتينيون من أي عرق.
بلغ عدد الأسر 899 أسرة كانت نسبة 58.4% منها لديها أطفال تحت سن الثامنة عشر تعيش معهم، وبلغت نسبة الأزواج القاطنين مع بعضهم البعض 61.2% من أصل المجموع الكلي للأسر، ونسبة 17.6% من الأسر كان لديها معيلات من الإناث دون وجود شريك، بينما كانت نسبة 5.5% من الأسر لديها معيلون من الذكور دون وجود شريكة وكانت نسبة 15.8% من غير العائلات. تألفت نسبة 14.1% من أصل جميع الأسر من عدة أفراد يعيشون في نفس المنزل ونسبة 5.6% كانت تتألف من شخص يعيش بمفرده يبلغ من العمر 65 عاماً أو أكثر. وبلغ متوسط حجم الأسرة المعيشية 3.55، أما متوسط حجم العائلات فبلغ 3.90.
بلغ العمر الوسطي للسكان 32.6 عاماً. وكانت نسبة 16.3% من القاطنين تحت سن الثامنة عشر، وكانت نسبة 3.9% بين الثامنة عشر والرابعة والعشرين عاماً، ونسبة 12.2% كانت واقعةً في الفئة العمرية ما بين الخامسة والعشرين والرابعة والأربعين عاماً، ونسبة 8% كانت ما بين الخامسة والأربعين والرابعة والستين، ونسبة 3.4% كانت ضمن فئة الخامسة والستين عاماً فما فوق. يوجد لكل 100 أنثى 103.3 ذكر، ويوجد لكل 100 أنثى في الثامنة عشر من عمرها فما فوق 96.8 ذكر.
بلغ متوسط دخل الأسرة في المدينة 30,962 دولارًا، أما متوسط دخل العائلة فبلغ 31,302 دولارًا. وكان متوسط دخل الذكور 31,350 دولارًا مقابل 20,063 دولارًا للإناث. وسجل دخل الفرد الخاص بالمدينة 13,970 دولارًا. وكانت نسبة 20.4% من العائلات ونسبة 24.2% من السكان تحت خط الفقر، وكان من هؤلاء نسبة 29% تحت سن الثامنة عشر ونسبة 17.8% في الخامسة والستين من العمر وما فوق.

### تعداد عام 2010
بلغ عدد سكان كاليباتريا 7,705 نسمة بحسب تعداد عام 2010، وبلغ عدد الأسر 1,008 أسرة وعدد العائلات 819 عائلة مقيمة في المدينة. في حين سجلت الكثافة السكانية 804.3 نسمة لكل كيلومتر مربع (2,083.1/ميل2). وبلغ عدد الوحدات السكنية 1,121 وحدة بمتوسط كثافة قدره 117 لكل كيلومتر مربع (303.0/ميل2).
وتوزع التركيب العرقي للمدينة بنسبة 41.69% من البيض و20.92% من الأمريكيين الأفارقة و1.03% من الأمريكيين الأصليين و1.23% من الأمريكيين ذوي الأصول الآسيوية و0.32% من سكان جزر المحيط الهادئ و31.86% من الأعراق الأخرى و2.95% من عرقين مختلطين أو أكثر و64.11% من الهسبانيون أو اللاتينيون من أي عرق.
بلغ عدد الأسر 1,008 أسرة كانت نسبة 53.7% منها لديها أطفال تحت سن الثامنة عشر تعيش معهم، وبلغت نسبة الأزواج القاطنين مع بعضهم البعض 51% من أصل المجموع الكلي للأسر، ونسبة 21.1% من الأسر كان لديها معيلات من الإناث دون وجود شريك، بينما كانت نسبة 9.1% من الأسر لديها معيلون من الذكور دون وجود شريكة وكانت نسبة 18.8% من غير العائلات. تألفت نسبة 16.1% من أصل جميع الأسر من عدة أفراد يعيشون في نفس المنزل ونسبة 6.9% كانت تتألف من شخص يعيش بمفرده يبلغ من العمر 65 عاماً أو أكثر. وبلغ متوسط حجم الأسرة المعيشية 3.51، أما متوسط حجم العائلات فبلغ 3.92.
بلغ العمر الوسطي للسكان 32.9 عاماً. وكانت نسبة 16.2% من القاطنين تحت سن الثامنة عشر، وكانت نسبة 12.1% بين الثامنة عشر والرابعة والعشرين عاماً، ونسبة 48.5% كانت واقعةً في الفئة العمرية ما بين الخامسة والعشرين والرابعة والأربعين عاماً، ونسبة 18.6% كانت ما بين الخامسة والأربعين والرابعة والستين، ونسبة 4.6% كانت ضمن فئة الخامسة والستين عاماً فما فوق. وتوزع التركيب الجنسي للسكان بنسبة 76.8% ذكور و23.2% إناث.

## المناخ
يظهر الجدول التالي التغييرات المناخية على مدار السنة لكاليباتريا:
| البيانات المناخية لـكاليباتريا    | البيانات المناخية لـكاليباتريا | البيانات المناخية لـكاليباتريا | البيانات المناخية لـكاليباتريا | البيانات المناخية لـكاليباتريا | البيانات المناخية لـكاليباتريا | البيانات المناخية لـكاليباتريا | البيانات المناخية لـكاليباتريا | البيانات المناخية لـكاليباتريا | البيانات المناخية لـكاليباتريا | البيانات المناخية لـكاليباتريا | البيانات المناخية لـكاليباتريا | البيانات المناخية لـكاليباتريا | البيانات المناخية لـكاليباتريا |
| الشهر                             | يناير                          | فبراير                         | مارس                           | أبريل                          | مايو                           | يونيو                          | يوليو                          | أغسطس                          | سبتمبر                         | أكتوبر                         | نوفمبر                         | ديسمبر                         | المعدل السنوي                  |
| --------------------------------- | ------------------------------ | ------------------------------ | ------------------------------ | ------------------------------ | ------------------------------ | ------------------------------ | ------------------------------ | ------------------------------ | ------------------------------ | ------------------------------ | ------------------------------ | ------------------------------ | ------------------------------ |
| متوسط درجة الحرارة الكبرى °ف (°م) | 71.0 (21.7)                    | 74.0 (23.3)                    | 80.0 (26.7)                    | 86.0 (30.0)                    | 95.0 (35.0)                    | 103.0 (39.4)                   | 107.0 (41.7)                   | 107.0 (41.7)                   | 102.0 (38.9)                   | 91.0 (32.8)                    | 79.0 (26.1)                    | 70.0 (21.1)                    | 88.8 (31.5)                    |
| المتوسط اليومي °ف (°م)            | 56.0 (13.3)                    | 59.0 (15.0)                    | 64.5 (18.1)                    | 70.0 (21.1)                    | 77.5 (25.3)                    | 85.0 (29.4)                    | 91.0 (32.8)                    | 92.0 (33.3)                    | 86.0 (30.0)                    | 75.0 (23.9)                    | 63.5 (17.5)                    | 55.0 (12.8)                    | 72.9 (22.7)                    |
| متوسط درجة الحرارة الصغرى °ف (°م) | 41.0 (5.0)                     | 44.0 (6.7)                     | 49.0 (9.4)                     | 54.0 (12.2)                    | 60.0 (15.6)                    | 67.0 (19.4)                    | 75.0 (23.9)                    | 77.0 (25.0)                    | 70.0 (21.1)                    | 59.0 (15.0)                    | 48.0 (8.9)                     | 40.0 (4.4)                     | 57.0 (13.9)                    |
| الهطول إنش (مم)                   | 0.48 (12)                      | 0.55 (14)                      | 0.33 (8.4)                     | 0.05 (1.3)                     | 0.02 (0.51)                    | 0.00 (0.00)                    | 0.08 (2.0)                     | 0.21 (5.3)                     | 0.16 (4.1)                     | 0.25 (6.4)                     | 0.19 (4.8)                     | 0.48 (12)                      | 2.8 (70.81)                    |
| المصدر: Weather Channel           |                                |                                |                                |                                |                                |                                |                                |                                |                                |                                |                                |                                |                                |

## توأمة
لكاليباتريا (كاليفورنيا) اتفاقيات توأمة مع:
- أريحا

## أعلام
- سيدريك تومسون